# فيصل زايد
فيصل زايد الحربي ولد 9 أكتوبر 1991 في الكويت. هو لاعب كرة قدم كويتي، يلعب حالياً مع نادي الكويت وفقًا لنظام الإعارة بموافقة نادي الجهراء الكويتي.